# WS-Choreography Description Language
Web Services Choreography Description Language (WS-CDL) ist Teil der WS-*-Spezifikationen und eine XML-basierte Sprache, die Peer-to-Peer-Kommunikationen zwischen verschiedenen Webserviceakteuren beschreibt, indem aus einer Beobachterperspektive (nicht aus der Perspektive eines Beteiligten) das jeweils beobachtbare Verhalten der Akteure definiert wird.
WS-CDL ist, wie der Name sagt, eine Choreographiesprache im Gegensatz zu einer Orchestrierungssprache wie WS-BPEL.